# Юрвіль-Накевіль
Юрві́ль-Накеві́ль (фр. Urville-Nacqueville) — колишній муніципалітет у Франції, у регіоні Нормандія, департамент Манш. Населення — 2191 осіб (2011).
Муніципалітет був розташований на відстані близько 310 км на захід від Парижа, 115 км на північний захід від Кана, 80 км на північний захід від Сен-Ло.

## Історія
До 2015 року муніципалітет перебував у складі регіону Нижня Нормандія. Від 1 січня 2016 року належав до нового об'єднаного регіону Нормандія.
1 січня 2017 року Юрвіль-Накевіль, Аквіль, Одервіль, Бомон-Аг, Бівіль, Бранвіль-Аг, Дігюльвіль, Екюльвіль, Флоттманвіль-Аг, Гревіль-Аг, Еркевіль, Жобур, Омонвіль-ла-Петіт, Омонвіль-ла-Рог, Сент-Круа-Аг, Сен-Жермен-де-Во, Тонневіль, Ватвіль i Вовіль було об'єднано в новий муніципалітет Ла-Аг.

## Демографія
Динаміка населення (INSEE ):
Розподіл населення за віком та статтю (2006):
| Стать | Всього | До 15 років | 15-24 | 25-44 | 45-64 | 65-85 | Понад 85 |
| --- | ------ | ----------- | ----- | ----- | ----- | ----- | -------- |
| Чоловіки | 1137   | 303         | 132   | 341   | 260   | 89    | 12       |
| Жінки | 1072   | 245         | 102   | 354   | 257   | 110   | 4        |
| \| Статево-вікова піраміда \| Статево-вікова піраміда \| Статево-вікова піраміда \| \| ----------------------- \| ----------------------- \| ----------------------- \| \| Чоловіки \| Вік \| Жінки \| \| 12 \| 85 + \| 4 \| \| 20 \| 80-84 \| 21 \| \| 12 \| 75-79 \| 24 \| \| 33 \| 70-74 \| 28 \| \| 24 \| 65-69 \| 37 \| \| 20 \| 60-64 \| 41 \| \| 69 \| 55-59 \| 61 \| \| 89 \| 50-54 \| 56 \| \| 82 \| 45-49 \| 99 \| \| 135 \| 40-44 \| 117 \| \| 103 \| 35-39 \| 76 \| \| 63 \| 30-34 \| 118 \| \| 40 \| 25-29 \| 43 \| \| 36 \| 20-24 \| 44 \| \| 96 \| 15-20 \| 58 \| \| 121 \| 10-14 \| 74 \| \| 120 \| 5-9 \| 77 \| \| 62 \| 0-4 \| 94 \| |        |             |       |       |       |       |          |
| Статево-вікова піраміда |        |             |       |       |       |       |          |
| Чоловіки | Вік    | Жінки       |       |       |       |       |          |
| 12 | 85 +   | 4           |       |       |       |       |          |
| 20 | 80-84  | 21          |       |       |       |       |          |
| 12 | 75-79  | 24          |       |       |       |       |          |
| 33 | 70-74  | 28          |       |       |       |       |          |
| 24 | 65-69  | 37          |       |       |       |       |          |
| 20 | 60-64  | 41          |       |       |       |       |          |
| 69 | 55-59  | 61          |       |       |       |       |          |
| 89 | 50-54  | 56          |       |       |       |       |          |
| 82 | 45-49  | 99          |       |       |       |       |          |
| 135 | 40-44  | 117         |       |       |       |       |          |
| 103 | 35-39  | 76          |       |       |       |       |          |
| 63 | 30-34  | 118         |       |       |       |       |          |
| 40 | 25-29  | 43          |       |       |       |       |          |
| 36 | 20-24  | 44          |       |       |       |       |          |
| 96 | 15-20  | 58          |       |       |       |       |          |
| 121 | 10-14  | 74          |       |       |       |       |          |
| 120 | 5-9    | 77          |       |       |       |       |          |
| 62 | 0-4    | 94          |       |       |       |       |          |

## Економіка
2010 року серед 1510 осіб працездатного віку (15—64 років) 1083 були активними, 427 — неактивними (показник активності 71,7%, у 1999 році було 73,0%). З 1083 активних мешканців працювали 984 особи (527 чоловіків та 457 жінок), безробітними було 99 (37 чоловіків та 62 жінки). Серед 427 неактивних 142 особи були учнями чи студентами, 172 — пенсіонерами, 113 були неактивними з інших причин.

У 2010 році в муніципалітеті числилось 895 оподаткованих домогосподарств, у яких проживали 2265,0 особи, медіана доходів виносила 22 551 євро на одного особоспоживача